# Bulgariens ekonomi
Bulgariens ekonomi gick kraftigt nedåt efter COMECONs kollaps 1989, och förlusten av den sovjetiska marknaden, till vilken Bulgariens ekonomiska system varit nära knutet. Levnadsstandarden sjönk med runt 40%, men i juni 2004 var standarden tillbaka på samma nivå som före 1989. 
FN:s sanktioner mot Serbien (1992-1995) och Irak innebar också en belastning för den bulgariska ekonomin. De första stegen till återhämtning kom när landets BNP steg med 1,4% 1994 för första gången sedan 1988, och med 2,5% 1995. Inflationen, som 1994 plötsligt ökade till 122%, sjönk 1995 till 32,9%. Under 1996 kollapsade dock ekonomin på grund av Bulgariska socialistpartiets långsamma, dåligt skötta ekonomiska reformer, dess katastrofala jordbrukspolitik, och instabila och dekapitaliserade banksystem, som ledde till en inflation på 311% och valutan levs kollaps. När reformvänliga krafter kom till makten under våren 1997, med ambitiösa ekonomiska reformambitioner, började ekonomin återigen stabiliseras.

## Utrikeshandel och investeringar
Bulgarien är så gott som självförsörjande när det gäller jordbruksprodukter. De viktigaste grödorna är säd, majs, tomater, solrosor, tobak, frukt och vindruvor. Bulgarien är dessutom världens största producent av rosenolja (som används för framställning av parfym). Cirka 40 procent av exporten utgörs av jordbruksprodukter. De viktigaste industrigrenarna är kemisk-, verkstads- och textilindustri, där verkstadsindustrin är den snabbast växande och svarar för hälften av landets export.
Sedan 1990 har största delen av Bulgariens handel växlat från tidigare COMECON-länder till främst EU, även om rysk oljeexport till Bulgarien gör Ryssland till landets största handelspartner. I december 1996 gick Bulgarien med i WTO. Utländska investeringar har hållits nere till bland de lägsta i regionen på grund av byråkrati, skattepolitik och att pengaprivatiseringen tagit lång tid. De totala utländska investeringarna i Bulgarien mellan 1991 och 1996 var 831 miljoner amerikanska dollar. Tyskland var den största investeraren.

## Ekonomiska reformer
Vid 1990-talets början öppnades vägen för ekonomiska reformer med privatsering av företag och återställande av jordbruksmark till tidigare ägare. I övergången till marknadsekonomi uppstod problem som arbetslöshet och hög inflation. Bulgariska socialistpartiet lovade i januari 1995, då de fick makten, att inleda privatiseringen, men var långsamma att agera. Den första omgången privatisering skedde i januari 1996, och pågick till slutet av året. Den andra och tredje omgången skedde våren 1997 under en ny regering. I juli 1998 kom nya regeringen ledd av Demokratiska krafters union och Internationella valutafonden överens om ett treårigt lån värt ungefär 800 miljoner amerikanska dollar, detta lån ersatte den fjorton månader långa reservöverenskommelsen som upphörde i juni 1998. Lånet användes för att utveckla finansiella marknader, förbättra de sociala skyddsnäten, förstärka skattesystemet, reformera jordbruks- och energisektorerna och vidare liberalisera handeln.